# Friedrich von Schomberg

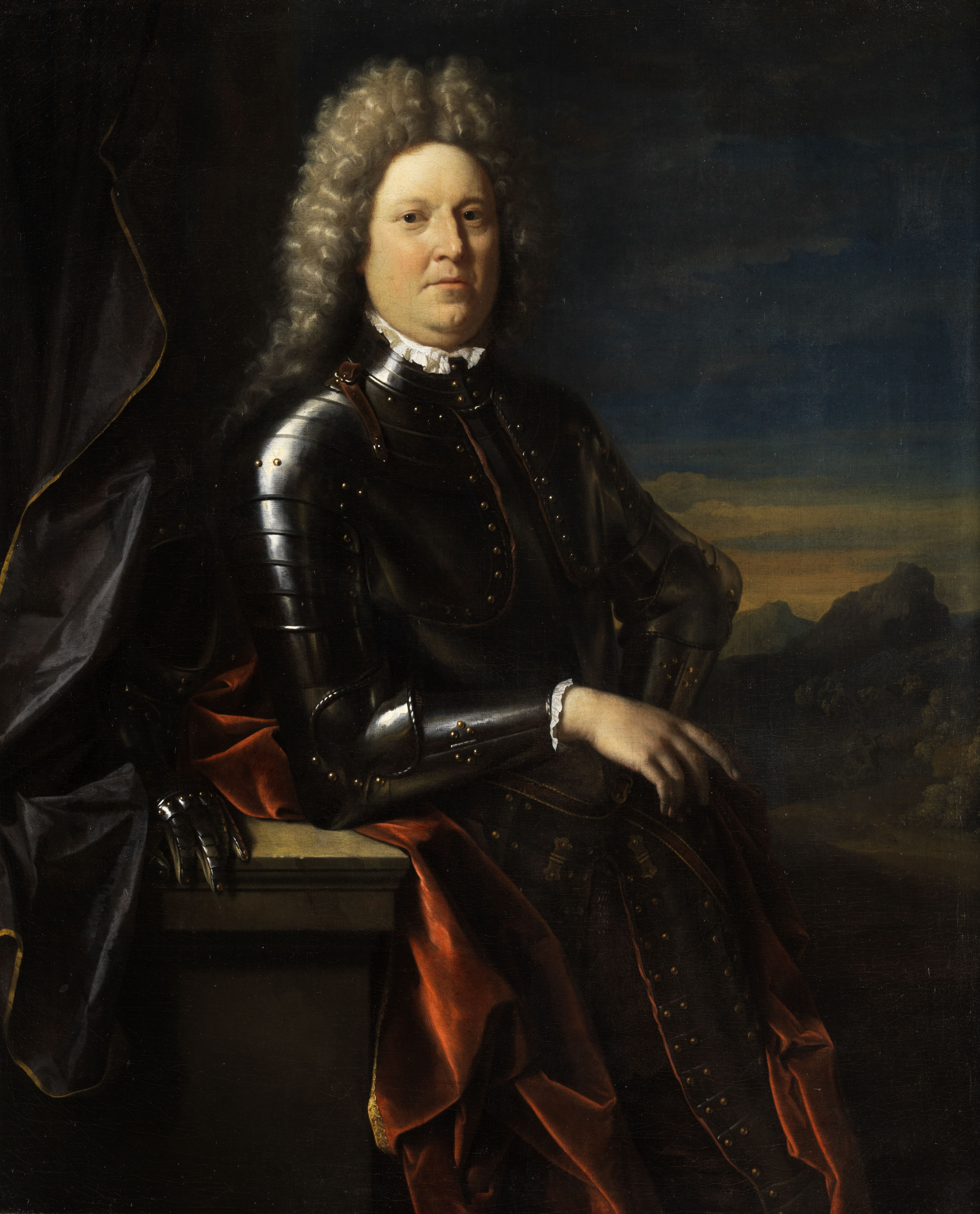
Friedrich von Schomberg

Friedrich (Hermann) Graf von Schomberg, eigentlich von Schönberg (* Ende Dezember 1615 in Heidelberg; † 11. Juli 1690 in der Schlacht am Boyne, Irland, gefallen) war ein deutschstämmiger Heerführer, der im Laufe seines Lebens im Dienste verschiedener europäischer Herrscher stand und verschiedene Nationalitäten annahm: 1675 Marschall von Frankreich, 1687 brandenburgischer General „über alle Unsere Armée und trouppen in allen Unseren Ländern und Provincien“ und 1688 englischer General of all His Majesty’s forces.

## Leben
Friedrich von Schönberg war der Spross des rheinischen Adelsgeschlechts Schönburg auf Wesel, das von der Schönburg bei Oberwesel am Rhein stammte. Er wurde als Sohn des Grafen Hans Meinhard von Schönberg (1582–1616), kurpfälzischer und kurbrandenburgischer Feldobrister, und der Engländerin Anne Dudley († 1615), Tochter des 5. Baron Dudley, Ende Dezember 1615 in Heidelberg geboren. Die Mutter starb bei seiner Geburt, der Vater ein Jahr später; die Großmutter übernahm die Fürsorge und Erziehung.
Als calvinistischer Adliger studierte er standesgemäß auf der Akademie Sedan und der Universität Leiden und trat 1633 in das Heer des Prinzen Friedrich Heinrich von Oranien, wechselte dann zu den Schweden, warb eine Kompanie für das Regiment von Josias Rantzau und kämpfte im Dreißigjährigen Krieg bis Ende 1637 gegen die Kaiserlichen.
Enttäuscht über den für ihn ungünstigen Verlauf seiner ersten Kriegszüge verließ er den aktiven Militärdienst, übernahm die Verwaltung seiner Güter in Geisenheim, heiratete seine Cousine Johanna Elisabeth von Schönberg am 30. April 1638 und sorgte für männliche Nachkommen. Da die männliche Nachkommenlinie seines Onkels und Schwiegervaters Heinrich Dietrich von Schönburg auf Wesel († 1621) mit dem Tod seines Schwagers und Cousins Johann Eberhard von Schönburg auf Wesel 1637 erloschen war, sicherte er sich durch die Ehe die Stammburg und umliegenden Lehen seines Geschlechtes, als Graf von Schönburg auf Wesel. Aber schon im folgenden Jahr trat er als Leutnant in das Arkebusierregiment des Prinzen von Oranien, kämpfte bis zum Ende des Krieges gegen die Spanier, nahm 1651 erneut seinen Abschied und trat in das französische Heer, in dem er in den folgenden Jahren unter Turenne diente.
Schönberg, dessen Name jetzt immer mehr unter den Heerführern erscheint, nannte sich nun mit dem französifizierten Namen „Comte de Schomberg“. Später in Portugal unterschrieb er Dokumente mit „Schonberg“.
Schomberg kämpfte während des Französisch-Spanischen Krieges in Nordfrankreich mit wechselndem Erfolg. Am 22. März 1657 musste er das belagerte Saint-Ghislain übergeben, konnte aber am 18. Oktober Bourbourg erobern und halten. In der Schlacht in den Dünen (14. Juni 1658) befehligte Schomberg erfolgreich den linken Flügel des zweiten Treffens und trug mit dazu bei, dass Spanien sich zum Abschluss des Pyrenäenfriedens bewegen musste. 1661 kam er auf Empfehlung Turennes und vermittels Geheimdiplomatie Mazarins in den Dienst Portugals, das sich seit 1641 seine Unabhängigkeit von Spanien erstritt (→ Restaurationskrieg), es ergaben sich so viele Hemmnisse, dass der Feldzug von 1662 nichts einbrachte. Schomberg bat um seinen Abschied, weil er nicht mehr an einen glücklichen Ausgang des Krieges für Portugal glaubte, und war schon bereit zur Einschiffung, ließ sich aber durch die öffentliche Meinung und den dringenden Wunsch Ludwigs XIV. umstimmen und zum Bleiben bewegen – auch dadurch, dass Karl II. von England ihm nun auch die bei seiner Hochzeit mit der portugiesischen Prinzessin zugesagten englischen Hilfstruppen unterstellte und ihn zum Baron of Tetford ernannte.
Obwohl sein Hauptwidersacher, der portugiesische Heerführer Conde de Vila Flor durch Marquês de Marialva ersetzt wurde, blieb seine Stellung durch die Eifersucht und Unbeholfenheit der portugiesischen Offiziere und die Mängel des portugiesischen Heerwesens schwierig. Durch fortgesetzte strukturelle und taktische Reformen gelang es Schomberg mit Hilfe der französischen, englischen und sonstigen Hilfstruppen in den folgenden Jahren, mehrere glänzende Siege über die Spanier unter dem Infanten Juan José de Austria und zuletzt auch Luis de Benavides, Marques de Caracena zu erringen und sie schließlich 1668 zur endgültigen Anerkennung des Hauses Braganza und des Königreichs Portugal zu zwingen (8. Juni 1663: Sieg von Ameixial bei Estremoz, 17. Juni 1665 Sieg von Montes Claros bei Vila Viçosa). Zum Andenken an den Sieg bei Vila Viçosa gründete das Haus Bragança den gleichnamigen Ritterorden (Ordem Militar de Nossa Senhora da Conceição de Vila Viçosa). Schomberg erhielt 1663 den erblichen Titel Conde de Mértola, verbunden mit einer relativ knappen jährlichen Pension von umgerechnet 317 fl. Es waren aber seine portugiesischen Erfolge, auf denen sich sein legendärer Ruf als genialer Heerführer gründete.
Schomberg kehrte nach Frankreich zurück und ließ sich als Franzose naturalisieren. Er kaufte die im Département Seine-et-Marne gelegene Herrschaft Courbet und heiratete am 14. April 1669 Susanne d’Aumale, Herrin von Aucourt in der Normandie – seine erste Frau war 1664 in Geisenheim gestorben.
1672 ging er nach England, um während des Dritten Englisch-Niederländischen Krieges mit britischen Truppen eine Landung in Holland zu unternehmen, kehrte aber, da der Plan nicht zur Ausführung kam, bald nach Frankreich zurück. Im Rahmen der Feldzüge von Ludwig XIV. befehligte er 1673 und 1674 zuerst zwischen Maas und Sambre, dann in Roussillon, wurde 1675, nach Turennes Tod, einer von acht Marschällen von Frankreich. Im selben Jahr stellte er aus den Milizen des Languedoc (15. November) das Régiment de Schomberg auf,  drang als Oberkommandierender nach Katalonien ein, nahm das Fort de Bellegarde ein und war in den folgenden Jahren im Holländischen Feldzug auf dem flandrischen Kriegsschauplatz tätig. Teils befand er sich in der Umgebung Ludwigs XIV., teils erledigte er selbständige Aufträge. Er entsetzte 1676 Maastricht (→ Belagerung von Maastricht (1676)), beteiligte sich 1677 an der Einnahme von Valenciennes und Cambrai und befehligte dann ein Beobachtungskorps bei Sedan. 1678 machte er die Eroberung von Gent und von Ypern mit.
Der Friede von Nimwegen verhalf ihm zur Berichtigung einiger von seinem Vater ererbter Forderungen an Kurpfalz. Dann beteiligte er sich an der Plünderung der Pfalz durch Ludwig XIV., erreichte es aber nicht, für seine Dienste auf deutsche Kosten belohnt zu werden. Ludwig erreichte nur die Aufhebung der gegen ihn verhängten Reichsacht und die Rückgabe seiner deswegen anderweitig vergebenen Güter.
Ludwigs Aufforderung sein Glaubensbekenntnis zu wechseln – er war Calvinist – lehnte er beharrlich ab und wurde deshalb nach der Aufhebung des Edikts von Nantes 1685 nach Portugal ausgewiesen, wo er bei Peter II. noch in hohem Ansehen stand. Da die Bekehrungsversuche auch hier nicht nachließen und sich auch keine militärischen Aufgaben für ihn ergaben, ging er schließlich 1687 auf gut Glück nach Brandenburg. Der große Kurfürst Friedrich Wilhelm übertrug dem nun schon 72-Jährigen sofort das Kommando über alle seine Truppen, ernannte ihn zum Geheimen Staats- und Kriegsrat und zum Statthalter des Herzogtums Preußen und verlieh ihm ein eigenes Dragonerregiment. Sein Sold betrug 30.000 Taler, dazu Futter für 30 Pferde und sonstige Naturalien. Der alte Derfflinger und andere Generale fühlten sich durch Schombergs Ernennung mit Recht zurückgesetzt.
Schomberg siedelte sich in Berlin an, indem er das später von Friedrich III. als Kronprinz bewohnte Dohnasche Palais unter den Linden („Kronprinzenpalais“), gegenüber dem Zeughaus kaufte. Hier starb seine zweite Frau im August 1688. Er wurde zum Fürsprecher mehrerer tausend hugenottischer Flüchtlinge in Berlin.
Friedrich III. schenkte Schomberg das gleiche Vertrauen wie sein Vorgänger, der große Kurfürst. Ruhe sollte Schomberg aber auch in Preußen nicht finden. Sein ehemaliger Gegner aus den französisch-niederländischen Krieg, Wilhelm von Oranien, erbat ihn sich von Friedrich, als er seinen Feldzug nach England plante, und der Kurfürst entsandte ihn aufgrund des am 5. August 1688 geschlossenen Celler Vertrages mit 5.300 Mann zu Fuß und 660 Kürassieren nach Holland. Zuvor verteidigte er die Stadt Köln gegen Ludwig XIV., was dieser ihm nun nicht mehr nachsehen konnte.
Schomberg begleitete Wilhelm nach England, wo er zum Engländer naturalisiert wurde und ihm am 9. Mai 1689 die englischen Adelstitel Duke of Schomberg, Marquess of Harwich, Earl of Brentford und Baron Teyes verliehen wurden. Zudem wurde er als Ritter in den Hosenbandorden aufgenommen und vom englischen Parlament mit 100.000 £ reich dafür entschädigt, dass Ludwig XIV. seine französischen Güter eingezogen und sein Stammschloss Schönburg in Oberwesel zerstört hatte.
Um die Eroberung Großbritanniens zu vollenden, führte Schomberg im Spätsommer 1689 eine Abteilung englischer Truppen von 5.000–6.000 Mann nach Irland über. Mit dieser in jeder Hinsicht ungenügenden Streitmacht behauptete Schomberg trotz widrigster Umstände das Feld, bis endlich Mitte Juni 1690 König Wilhelm III. mit Verstärkungen eintraf. Am 1./10. Juli 1690 kam es am Fluss Boyne zur Begegnung zwischen dem vertriebenen Jakob II. und Wilhelm von Oranien-Nassau, die ihre Heere persönlich führten (Schlacht am Boyne). Schombergs Sohn Meinhard verhalf dem englischen Heer mit zum Sieg, der Vater aber fiel durch eine Kugel aus den eigenen Reihen. Nach anderen Quellen geriet er bei der Überquerung des Flusses Boyne, von der er Wilhelm dringend abgeraten hatte, in eine Gruppe irischer Reiter und wurde, da er bei der Flussüberquerung keinen Kürass trug, durch Degenhiebe getötet.
Friedrich von Schomberg wird beschrieben als eine „durchaus kriegerische, Ehrfurcht gebietende und Gehorsam fordernde Erscheinung, ein vorzüglicher Reiter, prachtliebend, soldatisch denkend, umsichtig und tapfer, ein treuer Anhänger des evangelischen Glaubens, aber nachsichtig gegen anders denkende“.
Friedrich von Schomberg wurde in der St.-Patricks-Kathedrale in Dublin beigesetzt. 1731 wurde ihm dort ein Denkmal errichtet, welches eine lateinische Inschrift von Jonathan Swift trägt, in der seine Nachkommen angeklagt werden, ihrem ruhmreichen Vater nicht selbst zu einer Erinnerungstafel verholfen zu haben.
Mit seinem Sohn Meinhard erlosch sein Geschlecht in männlicher Linie 1719.

## Kinder
Aus seiner 1638 geschlossenen ersten Ehe mit Johanna Elisabeth von Schönberg-Wesel (1617–1664) hatte er sechs Söhne:
- Otto (* 15. März 1639 in Geisenheim, gefallen 1656 vor Valenciennes)
- Friedrich (* 14. März 1640 in Oberwesel; † 5. Dezember 1700 in Geisenheim), stand in französischen Diensten, begleitete den Vater nach Portugal, kehrte dann nach Deutschland zurück, wo er sich Graf von Schomberg nannte; ⚭ I) 1670 Catharina Ernestine von Bocholtz (1650–1716); ⚭ II) 1684 Amalia Charlotte Veronica vom Spaen (1661–1731) Tochter von Alexander von Spaen
- Meinhard (1641–1719), 3. Duke of Schomberg, 1. Duke of Leinster, 2. Conde de Mértola, ⚭ Karoline Elisabeth (1659–1696) Tochter von Kurfürst Karl I. Ludwig von der Pfalz
- Heinrich (* 9. Juli 1643 in Herzogenbusch; fiel schon 1667 bei Brüssel in französischen Diensten)
- Karl (1645–1693), 2. Duke of Schomberg
- Wilhelm, (* 11. August 1647 in Herzogenbusch; † vermutlich Anfang 1664 in Frankreich)

Seine 1669 geschlossene zweite Ehe mit Susanne von Aumale-Haucourt (1625–1688) blieb kinderlos.